# 叙布利尼 (芒什省)
叙布利尼（法語：Subligny，法語發音：[sybliɲi]）是法国芒什省的一个市镇，属于阿夫朗什区。

## 地理
叙布利尼（48°44'42"N, 1°21'57"W）面积8 平方千米，位于法国诺曼底大区芒什省，该省份为法国西北部沿海省份，西、北、东北三面环大西洋，东起顺时针与卡爾瓦多斯省、奧恩省、马耶讷省和伊勒-维莱讷省接壤。
与叙布利尼接壤的市镇（或旧市镇、城区）包括：洛利夫、勒吕奥、拉穆什、圣让德拉艾兹、勒格里蓬。

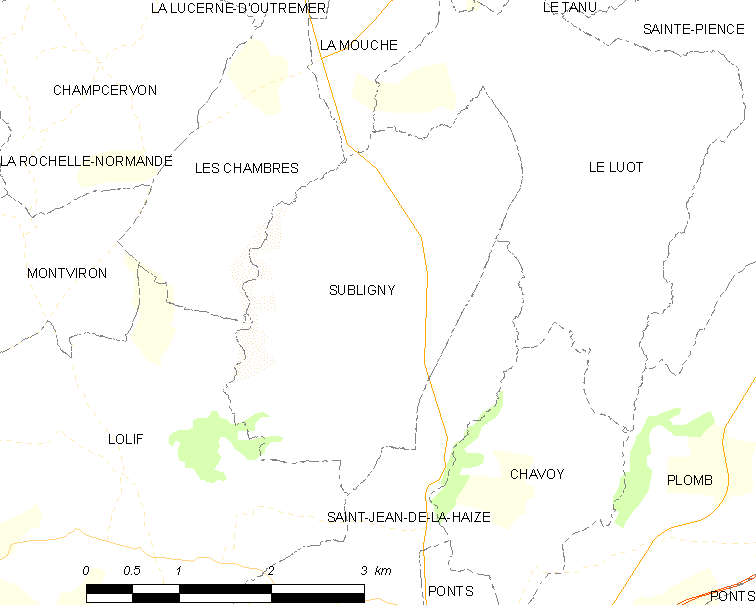
的OSM定位图

叙布利尼的时区为UTC+01:00、UTC+02:00（夏令时）。

## 行政
叙布利尼的邮政编码为50870，INSEE市镇编码为50584。

## 政治
叙布利尼所属的省级选区为布雷阿勒县。

## 人口

1962-2008年间人口变化图示

叙布利尼于2022年1月1日时的人口数量为377人。